# Сухи-Бур (Опольське воєводство)
Сухи-Бур (пол. Suchy Bór, нім. Derschau) — село в Польщі, у гміні Хжонстовиці Опольського повіту Опольського воєводства.
Населення — 986 осіб (2011).

## Демографія
Демографічна структура станом на 31 березня 2011 року:
|          | Загалом | Допрацездатний вік | Працездатний вік | Постпрацездатний вік |
| -------- | ------- | ------------------ | ---------------- | -------------------- |
| Чоловіки | 495     | 70                 | 354              | 71                   |
| Жінки    | 491     | 70                 | 301              | 120                  |
| Разом    | 986     | 140                | 655              | 191                  |